# NGC 3546
NGC 3546 (другие обозначения — MCG -2-29-7, NPM1G -13.0315, PGC 33846) — галактика в созвездии Чаша.
Этот объект входит в число перечисленных в оригинальной редакции «Нового общего каталога».
В апреле 2017 года в галактике была обнаружена сверхновая.